# جزیره آنتیکاستی
جزیره آنتیکاستی (به انگلیسی: Anticosti Island) یک جزیره در کانادا است که در استان کبک واقع شده‌است.